# Gypsophila pseudomelampoda
Gypsophila pseudomelampoda är en nejlikväxtart som beskrevs av Erwin Gauba och Rech. f. Gypsophila pseudomelampoda ingår i släktet slöjor, och familjen nejlikväxter. Inga underarter finns listade i Catalogue of Life.